# Eugnosta lathoniana
Eugnosta lathoniana es una especie de polilla de la tribu Cochylini, familia Tortricidae.
Fue descrita científicamente por Hubner.
Su envergadura es de 21-27 mm.

## Distribución
Se encuentra en el sur de Europa (desde la península ibérica hasta el Peloponeso y desde Alemania hasta los Montes Urales y el Cáucaso), Norte de África (Argelia), Asia Menor, Armenia e Irán.